# (18907) Kevinclaytor
(18907) Kevinclaytor (2000 OW20) – planetoida z pasa głównego asteroid okrążająca Słońce w ciągu 3,73 lat w średniej odległości 2,4 j.a. Odkryta 31 lipca 2000 roku.